# Belimallur, Honnali
Belimallur là một làng thuộc tehsil Honnali, huyện Davanagere, bang Karnataka, Ấn Độ.